# Çayırlı
Çayırlı és un municipi i districte de Turquia, situat a la província d'Erzincan, a la regió de Anatòlia Oriental. Cobreix una àrea d'1.480 km² i té una altitud d'1.520 m. El districte té una població de 10.261 habitants, dels quals 5.447 viuen a Çayırlı. L'alcalde és Fevzi Kılıç (AKP).